# Crassispira mennoi
Crassispira mennoi is een slakkensoort uit de familie van de Pseudomelatomidae. De wetenschappelijke naam van de soort is voor het eerst geldig gepubliceerd in 1988 door De Jong & Coomans.